# Sua Alteza Sereníssima Ducal
Alteza Sereníssima Ducal (ASD) é um tratamento utilizado por membros de algumas famílias ducais, tais como as de Nassau, Bragança e 
Saxe-Coburgo-Gota (até 1844).